# Ronnie Milsap
Ronnie Lee Milsap (16 de enero de 1943) es un cantante y pianista estadounidense de música country.
Ronnie fue uno de los artistas más populares e influyentes de la música country en las décadas de los 70 y 80. Consiguió ser el primer cantante ciego conocido y uno de los más importantes cantantes crossover del momento al unir los mercados country y pop con canciones de éxito que incorporaban también estilos de R&B y rock and roll.
Algunos de los éxitos de esta mezcla de estilos fueron "It Was Almost Like a Song," "Smokey Mountain Rain," "(There's) No Gettin' Over Me," "I Wouldn't Have Missed It for the World," "Any Day Now" y "Stranger in My House", entre otros. Ha ganado seis premios Grammy y 40 números Uno, siendo el tercero por número tras  George Strait y Conway Twitty.

## Discografía
- Ronnie Milsap discography

## Premios
Academia de la música country
- 1982 Top Male Vocalist
- 1985 Song of the Year - "Lost in the Fifties Tonight"
- 1988 Instrumentalist of the Year: Teclados
- 2002 Pioneer Award

Billboard
- 1980 #1 Country Song of the Year - "My Heart"
- 1985 #1 Country Song of the Year - "Lost in the Fifties Tonight"

Asociación de música country
- 1974 Male Vocalist of the Year
- 1975 Album of the Year - "A Legend in My Time"
- 1976 Male Vocalist of the Year
- 1977 Album of the Year - "Ronnie Milsap Live"
- 1977 Entertainer of the Year]]
- 1977 Male Vocalist of the Year
- 1978 Album of the Year - "It Was Almost Like a Song"
- 1986 Album of the Year - "Lost in the Fifties Tonight

Premios Grammy
- 1975 Mejor interpretación vocal country, masculina - "Please Don't Tell Me How The Story Ends"
- 1977 Mejor interpretación vocal country, masculina - "(I'm a) Stand By My Woman Man"
- 1982 Mejor interpretación vocal country, masculina - "(There's) No Gettin' Over Me"
- 1986 Mejor interpretación vocal country, masculina - "Lost in the Fifties Tonight"
- 1987 Mejor interpretación vocal country, masculina - "Lost in the Fifties Tonight"
- 1988 Mejor colaboración vocal country - "Make No Mistake, She's Mine" (con Kenny Rogers)

Music City News Country
- 1975 Most Promising Male Artist

Miscellaneous achievements
- 40 #1 Hits, 35 of which reached the top spot on the Billboard charts; the remaining 5 topped other trade charts, including Cashbox
- Over 35 million albums sold
- Inducted into the Grand Ole Opry in 1976
- Inducted into the North Carolina Music Hall of Fame in 2002
- Awarded the Career Achievement Award by Country Radio Seminar in 2006
- Awarded the 2007 Rocketown Legend Award